# Paul Bontemps
Paul Bontemps, född 16 november 1902 i Paris, död 25 april 1981 i Sèvres, var en fransk friidrottare.
Bontemps blev olympisk bronsmedaljör på 3 000 meter hinder vid sommarspelen 1924 i Paris.